# Fyzika

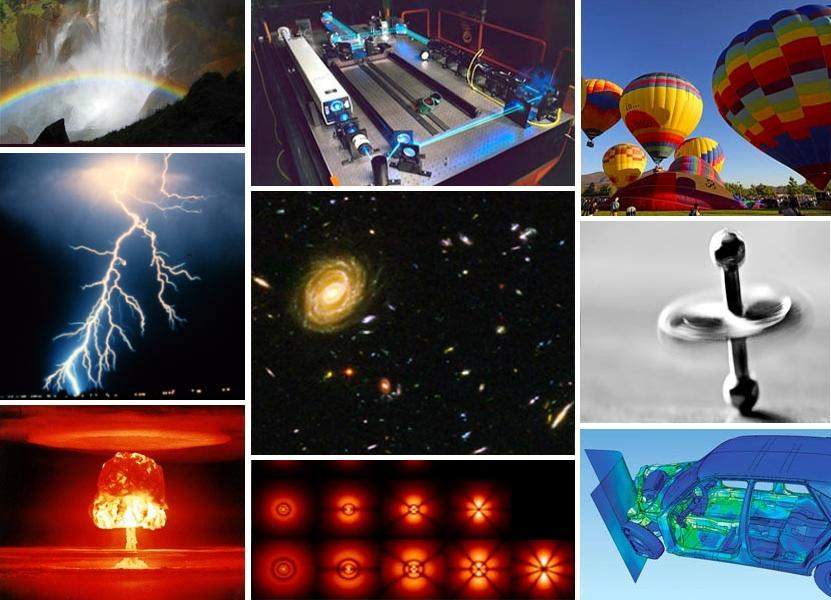
Různé příklady fyzikálních jevů

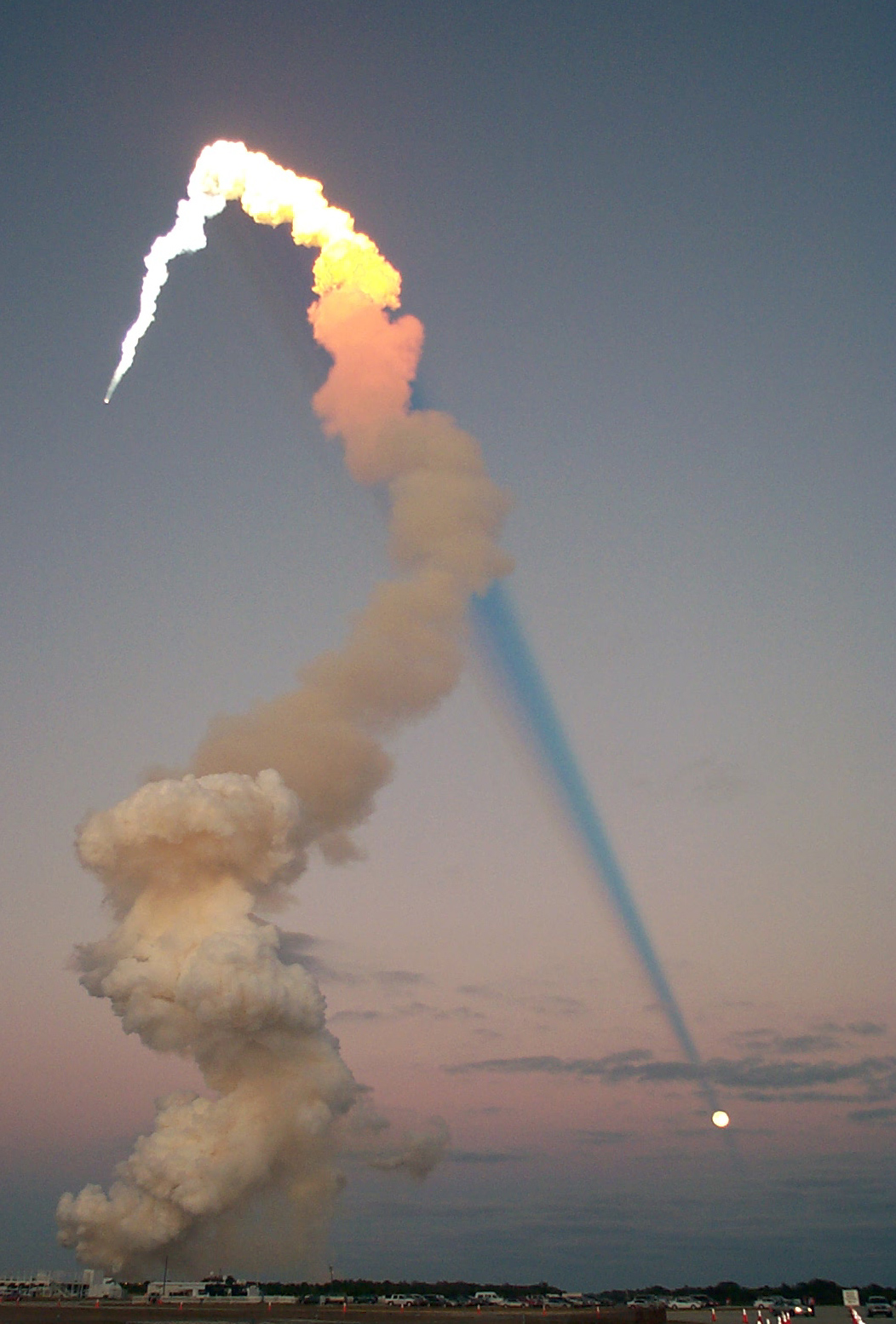
Slunce brzy po západu osvětluje horní část oblačné stopy raketoplánu Atlantis (STS-98), zatímco spodní část je již ve stínu Země. Oblak shodou okolností vrhá stín směrem k Měsíci, který je v úplňku, a tedy přímo naproti Slunci. Barvu oblohy a světla na oblaku určuje Rayleighův a Mieův rozptyl.

Fyzika (z řeckého φυσικός (fysikos): přírodní, ze základu φύσις (fysis): příroda, přirozenost, archaicky též silozpyt) je exaktní vědní obor, který zkoumá zákonitosti přírodních jevů. Popisuje vlastnosti a projevy hmoty, antihmoty, vakua, přírodních sil, světla i neviditelného záření, tepla, zvuku atd. Vztahy mezi těmito objekty fyzika obvykle vyjadřuje matematickými prostředky. Mnoho poznatků fyziky je úspěšně aplikováno v praxi, což významně přispívá k rozvoji civilizace.

## Rozdělení fyziky
Fyziku lze velmi obecně rozdělit podle metod na teoretickou fyziku, experimentální fyziku, numerické simulace a aplikovanou fyziku. Teoretická fyzika se snaží vyvodit z matematických objevů a experimentálních výsledků obecnější platnost zákonů a určit teoretické hranice jejich platnosti. Cílem experimentální fyziky je potvrzení nebo vyvrácení existující teorie. Často přitom dochází k jiným novým objevům. Numerické simulace umožňují udělat si představu o důsledcích přírodních zákonů za daných podmínek a dávají předpovědi ověřitelné pozorováním. Aplikovaná fyzika vychází z potřeb praxe. Její rozvoj je motivován potřebami z výroby, lidské spotřeby a z potřeby ochrany životního prostředí. Hranice mezi tímto dělením nejsou striktní. Příkladem metody a přechodu mezi experimentální a teoretickou fyzikou, při níž se využívají poznatky z vědy o informatice je modelování fyzikálních stavů a dějů s pomocí informačních technologií.
Následující tabulka je přehledem mnoha oborů a podoborů fyziky společně s teoriemi a tématy, které zahrnují. V mnoha případech se podobory prolínají několika různými obory, proto je třeba brát přehled jen jako orientační.
| Obor                                                             | Podobory | Hlavní teorie | Témata |
| ---------------------------------------------------------------- | --- | --- | --- |
| Mechanika                                                        | Mechanika hmotných bodů a tuhého tělesa; analytická mechanika; gravitační silové pole; mechanika kontinua – mechanika pružnosti a pevnosti, mechanika tekutin, reologie a mechanika sypkých látek; speciální teorie relativity; mechanické kmitání a vlnění, akustika; mechanika chaotických systémů                                    | Newtonovy pohybové zákony, Newtonův gravitační zákon, diferenciální (např. d'Alembertův) a integrální (např. Hamiltonův) principy mechaniky, Lagrangeovy pohybové rovnice, Hamiltonovy kanonické rovnice, Hamiltonova–Jacobiho rovnice, Lagrangeova formulace teorie pole a teorém Noetherové, Einsteinův princip relativity, teorie chaosu | síla, práce, energie, hybnost, zákony zachování energie, hybnosti a momentu hybnosti, deformace, proudění, Poissonovy závorky, Lagrangeova funkce, Hamiltonova funkce, Lorentzova transformace, kontrakce délek, dilatace času, relativita současnosti, vlnová rovnice, atraktor |
| Termika                                                          | Termokinetika, tepelné děje v plynech, fázové přeměny, termodynamika směsí a chemická termodynamika, termodynamika kondenzovaného stavu, termodynamika záření, nerovnovážná termodynamika | Zákony termodynamiky, Gibbsovo fázové pravidlo, Clausiusova–Clapeyronova rovnice, Stefanův–Boltzmannův zákon, Planckův vyzařovací zákon | teplota, stavové rovnice, teplo a jeho šíření, tepelné stroje, entropie, fáze, záření absolutně černého tělesa |
| Molekulová stavba látek (molekulová fyzika) a statistická fyzika | Kinetická teorie látek, molekulová fyzika plynu, klasická (Maxwellova–Boltzmannova) statistická fyzika, molekulová stavba kapalin, molekulová fyzika pevných látek, krystalografie, statistická fyzika fermionů a bosonů, fyzika plazmatu, statistická fyzika záření, fyzikální kinetika a transportní jevy; fyzika chaotických systémů | Liouvilleův teorém; ekvipartiční teorém; Boltzmannův zákon; Maxwellovo–Boltzmannovo, Fermiho–Diracovo a Boseho–Einsteinovo rozdělení; grupy krystalové symetrie, transportní teorie, teorie chaosu | molekula; fázový prostor; mikrokanonický, kanonický a grandkanonický soubor; povrchové napětí; kovalentní, iontová a kovová vazba, krystalová mřížka, krystalografická soustava; plazma; difuze, osmóza; viskozita, atraktor                                                     |
| Fyzika elektromagnetismu                                         | Optika, elektrostatika, elektrodynamika, elektrický proud v pevných látkách, kapalinách a plynech, elektrické obvody a jejich řešení, stacionární magnetické pole, nestacionární elektromagnetické pole, elektromagnetické vlnění, materiálové elektromagnetické vlastnosti látek, magnetohydrodynamika                                 | Coulombův zákon, Gaussův zákon elektrostatiky, Ampérův zákon, Biotův–Savartův zákon, Ohmův zákon, Faradayův zákon elektromagnetické indukce, Maxwellovy rovnice, Lorentzova mikroskopická teorie, speciální teorie relativity | elektromagnetické pole, intenzita elektrického pole, elektrický potenciál a napětí, magnetická indukce, vektorový potenciál magnetického pole, elektrický proud, elektrický vodič, dielektrikum, elektrický obvod                                                                |
| Optika                                                           | Vlnová optika, šíření světla prostředím, paprsková optika, geometrická optika, fotometrie, optika barev, kvantová optika | Huygensův–Fresnelův princip, Fermatův princip, Snelliův zákon lomu, Fresnelovy rovnice | vlnoplocha, koherence, interference světla, difrakce světla, polarizace, dvojlom, zrcadlo, čočka, zvětšení, svítivost, jas, barva, foton |
| Atomová fyzika (atomistika) = fyzika atomového obalu             | Modely atomu, kvantová mechanika, atomová astrofyzika, kvantová chemie, spektrální optika, interakce záření s hmotným prostředím, fotonika | Bohrův–Sommerfeldův model atomu, kvantová teorie, fyzika kvantové informace | foton, atom, Schrödingerova rovnice, Diracova rovnice, atomový orbital, molekula, chemická vazba, elektromagnetické záření, laser, polarizace, spektrální čára, rozptyl světla, ionizace, Casimirův jev                                                                          |
| Fyzika kondenzovaného stavu                                      | fyzika pevných látek, fyzika vysokých tlaků, fyzika nízkých teplot, fyzika povrchů, nanotechnologie, fyzika polymerů | pásová teorie, BCS teorie, Blochova vlna, Fermiho plyn, Fermiho kapalina | skupenství (plynné, kapalné, pevné, Boseho–Einsteinův kondenzát, supravodič, supratekutina), elektřina, magnetismus, metamateriály, spin, samoorganizace, spontánní narušení symetrie                                                                                            |
| Jaderná a subjaderná fyzika                                      | Fyzika atomového jádra, radioaktivita, jaderné reakce, neutronová fyzika, ionizující záření a jeho průchod prostředím, dozimetrie, fenomenologie elementárních částic, kvarkový model, jaderná a částicová astrofyzika, | standardní model, kvantová teorie pole, kvantová elektrodynamika, kvantová chromodynamika, elektroslabá interakce, kalibrační invariance, supersymetrie, teorie velkého sjednocení, teorie superstrun, M-teorie | Základní interakce (gravitační, elektromagnetická, slabá, silná), elementární částice, lepton, kvark, spin, antihmota, spontánní narušení symetrie, oscilace neutrin, brána, superstruna, kvantová gravitace, teorie všeho, energie vakua                                        |
| Astrofyzika                                                      | kosmologie, fyzika gravitace, astronomie vysokých energií, planetární vědy, fyzika plazmatu, fyzika hvězd | velký třesk, lambda-CDM model, kosmická inflace, obecná relativita, Newtonův gravitační zákon | černá díra, reliktní záření, kosmická struna, vesmír, temná hmota, temná energie, galaxie, gravitace, gravitační vlny, planeta, sluneční soustava, hvězda, supernova |

| Aplikovaná fyzika | fyzika urychlovačů, akustika, agrofyzika, astronautika, biofyzika, chemická fyzika, dynamika dopravních prostředků, ekonofyzika, fyzikální eroze, inženýrská fyzika, geofyzika, lékařská fyzika, fyzika materiálů, mechanika, meteorologie, měřící přístroje, fyzika moří, nanotechnologie, teoretická elektrotechnika a radiotechnika, optika, optoelektronika, fotovoltaika, fyzikální chemie, fyzika počítačů, fyzika pevných látek, fyzika jaderných reaktorů, fyzika plazmatu, kvantová chemie, kvantová elektronika, fyzika kvantové informace, sportovní fyzika, statika staveb, dynamika tekutin, fyzika telekomunikací |

## Vztah fyziky k dalším vědám
Fyzika se někdy označuje jako věda fundamentální. Kdybychom disponovali neomezenou výpočetní silou, celá chemie by se redukovala na řešení rovnic kvantové teorie. Skutečnost je ale taková, že přímé výpočty ze základních rovnic jsou dnes proveditelné jen pro jednodušší případy. Proto chemie vychází z fyziky jen částečně. Obdobný vztah (přinejmenším podle redukcionistického pohledu) platí pro biologii, ale protože biologické systémy jsou ještě složitější, přímé výpočty jsou ještě méně praktické. Na pomezí mezi fyzikou, biologií a chemií leží biofyzika. Kromě výpočtů chování molekul mají velké uplatnění v biologii i lékařství zobrazovací metody založené na složitějších fyzikálních základech (NMR, PET, spektroskopie a další).
Fyzika těsně souvisí s astronomií.
Měřitelné fyzikální koncepty jsou v mozku vnímány jinak než ty neměřitelné.

## Historie fyziky

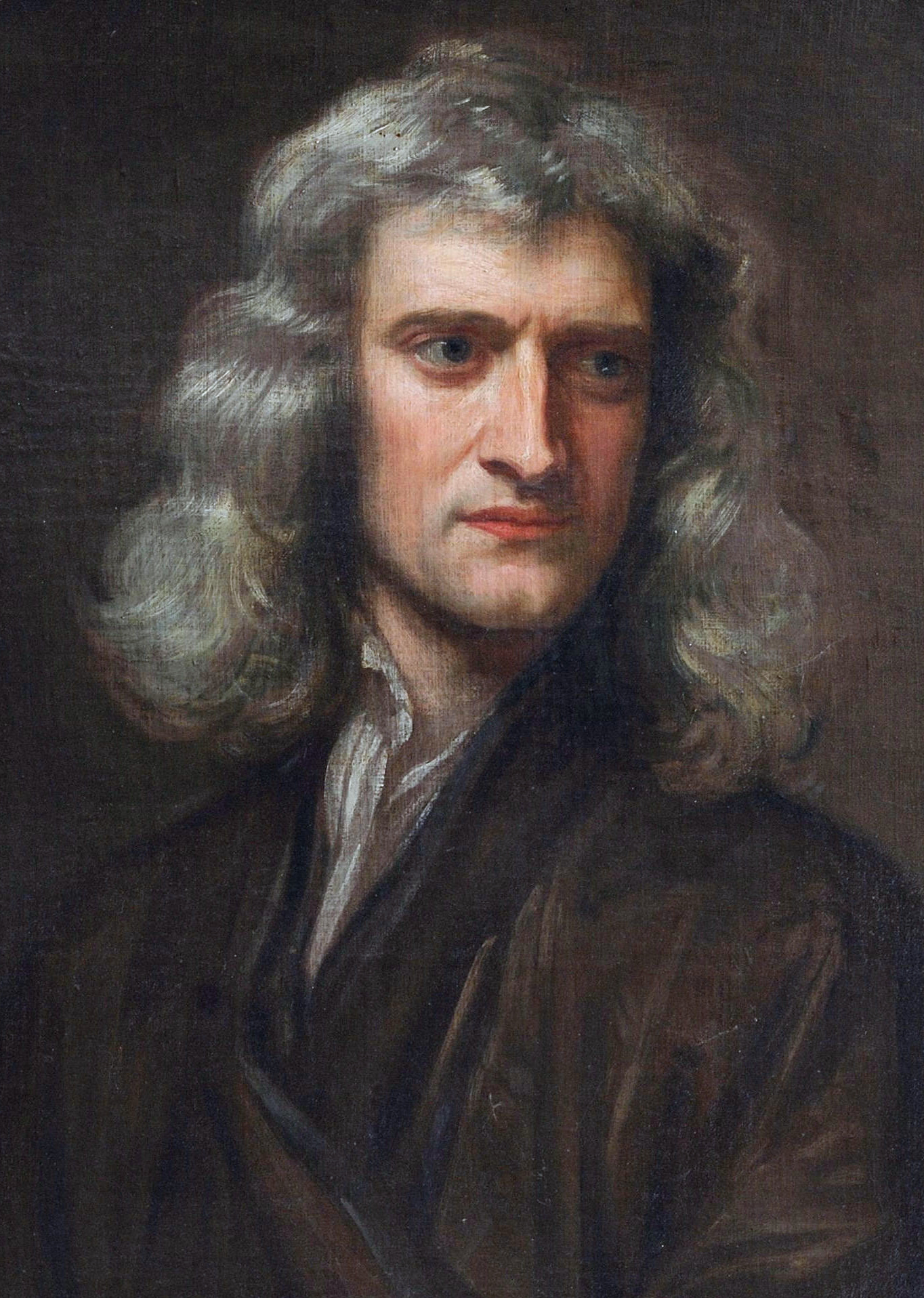
Isaac Newton

Počátky fyziky lze hledat ve starověku. Fyzika převážně patřila do filozofie, rozvíjela se kosmologie. Převažující metodou poznání byla úvaha a pozorování. Aristotelova fyzika tak odpovídá přirozené, vypozorované zkušenosti – vržený předmět se zastaví, těžké předměty padají dolů, lehké míří nahoru. (Přestože v porovnání se současnou mechanikou se taková teorie zdá úplně špatná, v určitém smyslu pořád platí – je limitou mechaniky ve viskózním prostředí). Výjimkou značně předbíhající dobu byl Archimédés, který prováděl experimenty a odvodil některé přesné kvantitativní zákony.
Aristotelovo učení se stalo vrcholem poznání na tisíc let. Pokroků v chemii a astronomii dosáhli arabští učenci, ale ve fyzice vývoj nastal teprve v renesanci. V Itálii Galileo Galilei začal systematicky provádět experimenty, což se stalo základem rozvoje fyziky a vědecké metody vůbec. Galilei také odvodil některé výsledky v mechanice, mimo jiné princip relativity. V astronomii Mikuláš Koperník navrhl heliocentrický systém a Johannes Kepler odvodil zákony pohybu nebeských těles. René Descartes a další položili základy pozdější matematizace fyziky (kartézské souřadnice).
Ke konci 17. stol. Isaac Newton vydává asi nejvýznamnější dílo v dějinách fyziky vůbec Philosophiae Naturalis Principia Mathematica (Matematické základy filozofie přírody). Ustavuje exaktní vědu, která znamená kvalitativní přelom v metodě vědeckého poznání, zavádí jiný (diskrétní) filtr poznání, než je filtr přirozeného lidského poznání, jímž je vágnost. Dává tak vědě převratně účinný nástroj. Znamená to, že reálný svět může být modelován exaktním světem, jinak řečeno, věda matematizována. Newton pro účely tehdejší mechaniky vytváří nový typ jazyka (exaktní jazyk) - matematický aparát, teorii fluxí, trochu nemotorný, ale funkční infinitezimální počet (tj.integrál a derivace).Též tak nezávisle na něm, z jiných pohnutek, činí Leibniz. Newton matematicky formuluje zákony pohybu, které jsou základem klasické mechaniky až do 20. století. V jednotném rámci s mechanikou formuluje univerzální (platný nejen pro pozemské podmínky, ale pro vesmír) zákon gravitace a odvozuje z něj Keplerovy zákony.
Klasickou mechaniku rozvíjejí Joseph Louis Lagrange, William Rowan Hamilton, Leonhard Euler, Pierre Simon de Laplace a další. Úspěšně popisují mechaniku tekutin.
Charles-Augustin de Coulomb, Alessandro Volta a André-Marie Ampère studují elektrické jevy. Hans Christian Ørsted objevuje magnetické účinky elektrického proudu. Michael Faraday objevuje indukci. V druhé polovině 19. století James Clerk Maxwell přichází s teorií elektromagnetického pole, která spojuje a vysvětluje veškeré elektrické a magnetické jevy. Jako důsledek teorie předpovídá elektromagnetické vlny, a přivádí tak na stejný základ i optiku. Předpověď experimentálně ověřil Heinrich Rudolf Hertz.

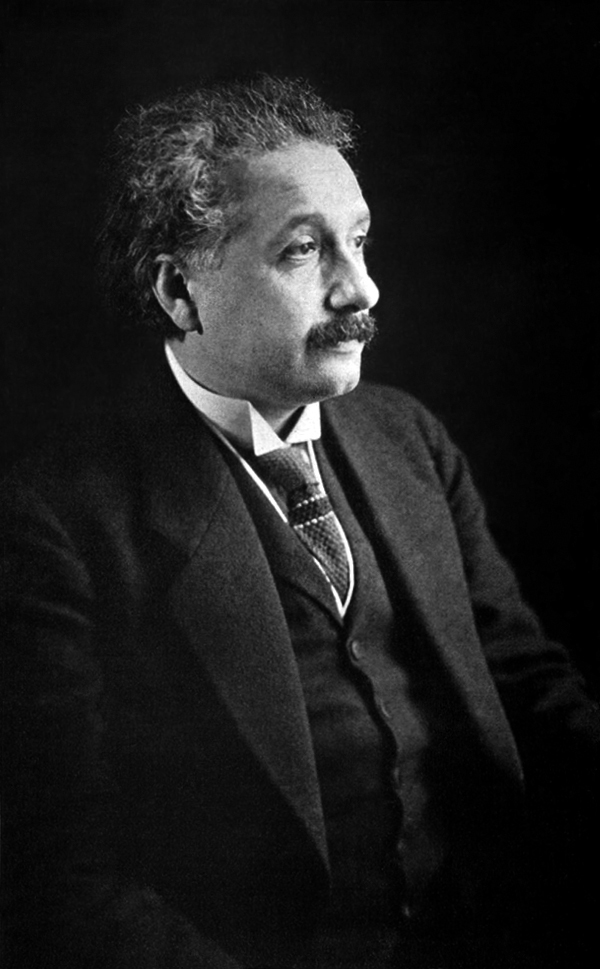
Albert Einstein

Roku 1895 Wilhelm Conrad Röntgen objevuje „paprsky X“ (rentgenové záření), o rok později Henri Becquerel objevuje radioaktivitu, o další rok později Joseph John Thomson objevuje elektron. Pierre Curie a Marie Curie-Skłodowská studují jáchymovské radium. Vzniká tak jaderná fyzika.
V zázračném roce 1905 Albert Einstein zveřejňuje speciální teorii relativity, popisující chování časoprostoru při rychlostech větších než malých (časoprostorovou interpretaci STR popsal Hermann Minkowski). Kvantově vysvětluje fotoefekt – Einstein byl první, kdo vzal kvanta vážně. Další přelomovou práci Einsteina bylo vysvětlení Brownova pohybu pomocí statistické fyziky. Poslední Einsteinův článek zázračného roku se věnoval ekvivalenci hmotnosti a energie, z čehož vznikl známý vztah E=mc². O desetiletí později pak Einstein představuje obecnou teorii relativity, geometrickou relativistickou čtyřrozměrnou teorii gravitace.
Koncem 19. století se objevily problémy, které se nedaly vysvětlit tehdy známou (klasickou) mechanikou. Mezi ně patřilo
spektrum záření absolutně černého tělesa, fotoelektrický jev a vztahy mezi polohami spektrálních čar prvků. Počátkem 20. století spektrum černého tělesa bylo odvozeno Planckem a chováni fotoefektu vysvětleno Einsteinem pomocí kvantové hypotézy. Niels Bohr a další vysvětlili diskrétní spektra prvků tím, že použili tuto hypotézu ke zlepšení modelu atomu. Ucelené teorie kvantové mechaniky ve dvacátých letech formulovali Werner Heisenberg („maticová mechanika“) a Erwin Schrödinger („vlnová mechanika“), který dokázal ekvivalenci obou přístupů. Teorii značně zdokonalili Paul Dirac a John von Neumann.
Souběžně s kvantovou mechanikou se fyzici snažili popsat kvantově i pole. V jazyce kvantové teorie pole se pak na přelomu 20. století podařilo popsat elektromagnetismus, o což se zvláště zasloužili Richard Feynman a Julian Schwinger. V druhé polovině 20. století pak byla v rámci jedné teorie popsána i
slabá a silná interakce, a zároveň předpovězena či vysvětlena existence mnoha elementárních částic. Současnou všeobecně uznávanou teorií elementárních částic a interakcí je standardní model.
Rozvíjela se také kosmologie – naprostá většina současných teorií vychází z hypotézy velkého třesku a obvykle i z inflace. Aplikace fyziky plazmatu na raný vesmír umožnila testovat některé kosmologické hypotézy pomocí reliktního záření.
Poněkud stranou zájmu široké veřejnosti se vývoj odehrával také ve fyzice pevných látek a statistické fyzice. Obě oblasti se zabývají kvantovým popisem systémů mnoha částic, a tedy i projevy kvantového chování na makroskopické úrovni (významné zejména u jevů zkoumaných fyzikou nízkých teplot). Tento směr fyzikálního výzkumu měl a dosud má ohromný vliv na techniku a materiálové aplikace. Příkladem mohou být nové obory jako spintronika nebo metamateriálové technologie. Kromě toho ve fyzice pevných látek vznikla i řada teoretických konceptů, které našly uplatnění např. při sjednocování interakcí.
Na pomezí fyziky, matematiky a počítačové vědy od 70. let 20. století vznikl nový směr poznání, nazývaný teorie chaosu. Předmětem zkoumání jsou fraktály a nelineární systémy.
UNESCO vyhlásilo rok 2005 Světovým rokem fyziky.

## Otevřené problémy

Binární systém s hvězdou, která je pohlcována černou dírou, kolem které je zformován akreční disk (umělecká představa)

Poznámka: Oproti popisu historického vývoje má tento oddíl nutně spekulativnější charakter, přestože je tato problematika předmětem mnoha zejména populárně-vědeckých článků i monografií.
Významná část teoretických fyziků považuje za obecný cíl snažení fyziky jednotný popis fyzikálních jevů, nejlépe v rámci jedné teorie (teorie všeho, finální teorie atp.). Z tohoto pohledu je největším problémem soudobé fyziky rozpor mezi standardním modelem, popisujícím tři interakce v rámci kvantové teorie pole, a Einsteinovou obecnou teorií relativity, popisující nekvantově čtvrtou interakci – gravitaci. Pokusy o nalezení konzistentní kvantové teorie gravitace (s nadsázkou nazývané „teorie všeho“), která by byla aplikovatelná pro mikrosvět i makrosvět a přinášela jednoznačné experimentálně ověřitelné výsledky, se dosud vytvořit nepodařilo.
Jedním z nadějných kandidátů na rámec, ve kterém kvantovou teorii gravitace bude možné formulovat, je teorii strun. Teorie strun se rozvíjí přibližně od 80. let 20. století a je nezpochybnitelné, že matematický aparát udělal ohromný krok kupředu. Na druhou stranu, teorie strun rozhodně není hotová. Pesimisté pochybují o vztahu současné teorie strun k realitě a vytýkají jí např. nedostatek nových testovatelných předpovědí.
Kromě tohoto hlubokého a velmi a velmi abstraktního problému existuje řada dalších otevřených problémů, z nichž některé mohou souviset. Některé z nich jsou natolik kontroverzní, že část fyziků vůbec zpochybňuje, že otázka patří do fyziky.
- „Fyzika mimo standardní model“ – supersymetrie, vysvětlení parametrů std. modelu. Přestože je standardní model všeobecně uznáván, má problémy s vysvětlením některých jevů a některé jeho předpovědi nejsou dosud ověřené experimentálně.
- Problémy v kosmologii a astrofyzice – otázka temné hmoty a temné energie, detaily popisu akrečních disků, fyziky černých děr (problém entropie), „nestandardních“ neutronových hvězd (kvarková hvězda, hyperonová hvězda), záblesků gama záření.
- Interpretace kvantové mechaniky – vztah kvantové teorie a „běžně vnímaného“ makroskopického světa není ani po mnoha desetiletích jasný. Nemusí zde jít pouze o filozofické interpretace kvantových jevů, ale i o výsostně fyzikální teorie kvantových korelací a dekoherence a o výzkum se širokým aplikačním potenciálem, jako je kvantová kryptografie, kvantová teleportace apod.
- Šipka času – otázka, jak souvisí preferovaný směr času z hlediska statické fyziky, kosmologie a času, který vnímáme? Existují stroje času?

Mezi otevřené problémy nemusí spadat jen vysoce abstraktní teoretické a filozofické otázky. Příkladem konkrétního fyzikálního jevu probíhajícího na Zemi a v běžných rozměrech (ani mikroskopických, ani astronomických) a přitom po několik staletí odolávajícího fyzikálnímu či fyzikálně chemickému vysvětlení je kulový blesk.